# کوینتس‌هئول
کوینتس‌هئول (به هلندی: Kwintsheul) یک منطقهٔ مسکونی در هلند است که در وستلاند واقع شده‌است. کوینتس‌هئول ۳٬۵۶۰ نفر جمعیت دارد.